# 名寄市立名寄小学校
名寄市立名寄小学校（なよろしりつ なよろしょうがっこう）は、北海道名寄市西1条南1丁目にある公立小学校。

## 沿革
出典
名寄市で最も古い歴史を持つ小学校である。
- 1902年（明治35年）
  - 5月 - 富山県移住団体が子弟の教育を開始。
  - 9月15日 - 上名寄簡易教育所（西4条北1丁目の民家15坪）創立。
- 1904年（明治37年）
  - 4月1日 - 上名寄尋常小学校と改称。
  - 7月11日 - 現在地に新校舎落成。
- 1905年（明治38年）5月10日 - 補習科設置が認可され、屋内運動場新築。
- 1906年（明治39年）6月1日 - 高等科を併置し、名寄尋常高等小学校と改称。
- 1907年（明治40年）4月1日 - 校舎増築。
- 1908年（明治41年）4月1日 - 校舎・屋内運動場増築。
- 1912年（明治45年）4月1日 - 校舎増築。
- 1914年（大正3年）4月1日 - 補習科設置許可。
- 1916年（大正5年）6月1日 - 日新分教場設置。
- 1917年（大正6年）4月1日 - 内淵特別教授場開設。
- 1918年（大正7年）9月 - 校舎（2教室）と運動場改増築。
- 1919年（大正8年） - 校旗制定。
- 1922年（大正11年）8月 - 校舎増築（3教室）。
- 1923年（大正12年）6月 - 校舎増築（2教室）。
- 1924年（大正13年）9月1日 - 名寄南小学校開校により、一部児童を同校に移籍。
- 1927年（昭和2年）10月17日 - 校舎2階建てに改築、特別教室新設、運動場増設。
- 1929年（昭和4年）6月10日 - 校舎増設。
- 1930年（昭和5年）12月1日 - 校舎増設。
- 1941年（昭和16年）4月1日 - 国民学校令により、名寄国民学校と改称。
- 1947年（昭和22年）3月31日 - 学校教育法施行により、校名を上川郡名寄町立名寄小学校と改称。同日、日新分教場、内淵特別分教場を、それぞれ名寄小学校日新分校、名寄小学校内淵分校と改称。
- 1948年（昭和23年）1月 - 連合軍放出物資により給食開始。
- 1950年（昭和25年）9月15日 - 開校50周年記念祝賀式典挙行。
- 1951年（昭和26年）
  - 1月25日 - 御園分校開校。
  - 6月 - 記念館新築。
- 1952年（昭和27年）10月1日 - 東分校開校。
- 1954年（昭和29年）
  - 4月1日 - 自衛隊の移駐により内淵分校が廃止され、児童はスクールバスで本校に通学。
  - 12月3日 - 家政高校新校舎に移転（旧:恵陵高校）。
- 1956年（昭和31年）4月1日 - 名寄町の市制施行により、名寄市立名寄小学校と改称。
- 1957年（昭和32年）4月1日 - 日進小学校開校により、一部児童を同校に移籍。
- 1958年（昭和33年）4月 - 名寄東小学校開校により、一部児童を同校に移籍。
- 1959年（昭和34年）
  - 4月1日 - 名寄西小学校開校により、一部児童を同校に移籍。
  - 5月31日 - 体育館竣功。
  - 9月15日 - 開校60周年及び体育館落成祝賀式典挙行。
  - 11月18日 - 北側校舎解体撤去作業開始。
- 1960年（昭和35年）9月18日 - 校舎改築第1期工事着手（北校舎）。
- 1962年（昭和37年）
  - 7月1日 - 校舎改築第1期工事の教室（9教室）使い始め式を行う。
  - 8月14日 - 南側校舎解体撤去作業開始。
  - 9月1日 - 校舎改築第2期工事着手（南校舎）。
- 1963年（昭和38年）10月30日 - 記念館移転改築工事完了。
- 1964年（昭和39年）
  - 7月20日 - 東側校舎解体作業開始。
  - 8月2日 - 東側校舎（理科室・図書室）の工事着手。
- 1965年（昭和40年）5月7日 - 東側校舎使用開始。
- 1966年（昭和41年）
  - 7月10日 - 招魂祭パレードに初参加。
  - 9月18日 - バックネット完成。
- 1968年（昭和43年）
  - 5月20日 - 一鉢運動開始される。
  - 7月23日 - 教材池と野草園が完成。
- 1969年（昭和44年）
  - 6月28日 - グラウンド緑化工事開始。
  - 7月16日 - 新通知表「よい子のあゆみ」完成。
- 1970年（昭和45年）8月21日 - 校内放送設備完成。
- 1972年（昭和47年）9月15日 - 開校70周年記念式典挙行。
- 1973年（昭和48年）9月1日 - 中庭に滑り台付きネットコンビネーション設置。
- 1976年（昭和51年）6月2日 - 名寄小学校応援歌制定。
- 1978年（昭和53年）8月10日 - 北側校舎屋根被覆工事。
- 1979年（昭和54年）8月2日 - 南側校舎屋根被覆工事。
- 1980年（昭和55年）
  - 6月13日 - 北側校地協会築堤工事（ニオイヒバ移植）。
  - 10月17日 - 東側校舎屋上補修工事。
- 1982年（昭和57年）
  - 6月2日 - グランド南側に開校80周年記念のニオイヒバ25本を植樹。
  - 9月12日 - 開校80周年記念式典挙行。
- 1984年（昭和59年）
  - 1月30日 - 日進小学校との交流学習開始。
  - 6月27日 - 正面玄関上校章寄贈（昭和10年卒・久寿会より）。
- 1985年（昭和60年）
  - 7月25日 - 8月5日まで、校舎北側廊下塗装実施。
  - 8月12日 - 翌13日まで、校舎タイル張り作業実施。
  - 9月1日 - 校舎機械警備開始。
- 1986年（昭和61年）
  - 7月28日 - 8月1日まで、南側渡り廊下天井張り替え。
  - 9月14日 - 各教室へのカーテン取り付け完了。
- 1987年（昭和62年）
  - 1月27日 - スキー教室開始。
  - 7月27日 - 廊下塗装（名寄職業訓練校生により8月5日まで）。
  - 7月29日 - 廊下タイル張り作業（高齢者事業センターにより）。
- 1988年（昭和63年）7月16日 - 名寄小学校の過去と未来を語る全校集会。
- 1991年（平成3年）4月 - 記念館解体。
- 1992年（平成4年）9月6日 - 開校90周年記念式典挙行。
- 1993年（平成5年）
  - 4月19日 - サケの稚魚を放流（第1回）。
  - 9月14日 - ミニ水族館完成。
- 1994年（平成6年）9月5日 - 市理事者に校舎改築請願書を提出。
- 1995年（平成7年）12月15日 - 新校舎基本設計・模型完成。
- 1996年（平成8年）
  - 1月19日 - 新体育館の設計打合せ。
  - 5月11日 - 北側校舎普通教室4教室を理科室・図書室に改修。
- 1997年（平成9年）
  - 2月24日 - 新体育館完成し、オープニングセレモニー開催。
  - 3月8日 - 旧体育館解体。
  - 7月1日 - 校舎本体工事安全祈願祭（起工式）挙行。
- 1998年（平成10年）
  - 4月1日 - 情緒学級1学級認可（もみじ学級）。
  - 10月20日 - 新校舎落成。
  - 12月22日 - 新校舎オープニングセレモニー開催し、校舎移転。
- 1999年（平成11年）
  - 1月20日 - この日から3月まで、旧北校舎・南校舎・東校舎解体。
  - 6月10日 - この日から10月まで、校舎周辺外構工事。
  - 10月25日 - 新校舎工事完了。
  - 11月28日 - 新校舎落成記念式典挙行。
- 2002年（平成14年）
  - 4月 - 学校評議員制度導入。
  - 4月19日 - 「名寄小学校安心会議」発足。
  - 9月10日 - 百周年記念事業として、新「二宮金次郎像」設置。
  - 9月22日 - 開校100周年式典挙行し、タイムカプセルが寄贈される。
- 2005年（平成17年）4月 - 特別支援学級（肢体不自由）1学級（わかば学級）設置。
- 2008年（平成20年）4月 - 特別支援学級（病弱）1学級（よつば学級）設置。栄養教諭と特別支援学習支援員をそれぞれ配置。
- 2009年（平成21年）4月 - 特別支援学級（言語）1学級（ぽぷら学級）設置。
- 2014年（平成26年）4月 - 教材園の一部を移動。
- 2021年（令和3年）5月 - タブレット端末及び高速インターネット環境整備。

## 教育目標
ひびき合い輝く子（かしこく、やさしく、たくましく）

## 進学先中学校
- 名寄市立名寄東中学校

## アクセス
- JR北海道宗谷本線名寄駅から、徒歩約1.1km・約17分（最短ルート移動した場合）

## 学校周辺
名寄市中心部に位置する
- 国道239号
- 名寄税務署 - 国道239号をはさんで、敷地が隣接。
- 北海道旭川方面名寄警察署 - 国道239号をはさんで、敷地が隣接。
- 名寄市役所名寄庁舎 - 名寄市道をはさんで、敷地が隣接。
- 名寄郵便局
- 名寄市立名寄図書館